# USS Cavalier (APA-37)
Pour les autres navires du même nom, voir Cavalier.
L’USS Cavalier (AP-82/APA-37) est un navire de transport d'attaque (en) de classe Bayfield (en).

## Histoire

### Seconde Guerre mondiale
Le Cavalier quitte Davisville (Rhode Island) le 17 février 1944 avec les hommes et l'équipement de deux bataillons de construction, qu'il débarque à Honolulu le 16 mars. Parmi eux, il y a l'acteur Cesar Romero qui est un membre d'équipage.
Après une formation amphibie spéciale dans les îles hawaïennes, il va en passant par Kwajalein vers les plages de l'invasion de Saipan dans la Force expéditionnaire interarmées de réserve. Face à une résistance japonaise ferme le 15 juin, le Cavalier est sommé de débarquer des renforts au crépuscule le lendemain. Travaillant à toute vitesse, étant donné que la flotte japonaise approche, il débarque ses troupes, mais reçoit l'ordre de se retirer avant de pouvoir retirer l'artillerie qu'il transporte. Laissant bon nombre de ses barques en service de navette, il s'éloigne vers l'est pendant les raids de la bataille de la mer des Philippines, puis retourne à la zone de la tête de pont le 25 juin pour achever le déchargement de l'artillerie et embarquer des blessés. Le lendemain, le Cavalier part pour Eniwetok, où les blessés sont soignés, et une cargaison, dont 37 tonnes de dynamite destinées à la démolition sous-marine, est chargée.
De retour à Saipan le 13 juillet 1944, le Cavalier livre sa cargaison et charge les troupes et les véhicules des 2e Marines pour la bataille de Tinian. Il arrive au large de la "White Beach" de Tinian le 24 juillet, réussit à débarquer des troupes et des véhicules, à charger des victimes et à naviguer le 28 juillet pour Pearl Harbor.
Après de brèves réparations, le Cavalier se joint aux exercices de Hawaii et, le 15 septembre 1944, part pour Manus et les derniers préparatifs pour la bataille de Leyte, première étape de la libération des Philippines. Avec la Southern Attack Force, après un passage tranquille, il arrive au large de Dulag, le 20 octobre. Le Cavalier débarque des troupes et de l'équipement en douceur, comme dans les exercices. Il reste au large de la plage, terminant son déchargement et recevant des victimes, jusqu'au 23 octobre, date à laquelle il part pour Manus à la veille de la bataille du golfe de Leyte.
Après avoir débarqué des victimes à Manus, le Cavalier part pour la Nouvelle-Guinée pour charger des renforts, avec lesquels il retourne à Leyte le 18 novembre 1944, puis repart en Nouvelle-Guinée pour l'invasion du golfe de Lingayen. Les navires subissent des attaques aériennes et de surface ennemies en cours de route. Dans la nuit du 7 janvier 1945, le Cavalier établit le premier contact radar avec le destroyer japonais Hinoki, détruit plus tard par les escortes accompagnantes de son groupe. Plus tard encore, d'autres navires de sa force sont endommagés par des kamikazes. Le 9 janvier, le Cavalier prend position pour lancer ses barques sur White Beach, où des tirs de mortier japonais endommagent bon nombre de ses barges. Les hommes accomplissent les tâches assignées, six sont blessés pendant la journée. Trois autres sont blessés, dont un mortellement, par l'explosion d'obus lors de l'attaque au crépuscule par des avions-suicides. Alors qu'il se retire du golfe de Lingayen le lendemain, ses artilleurs tirent sur un avion-suicide qui s'écrasent sur le DuPage.
Le Cavalier charge des troupes à Leyte et, le 26 janvier 1945, se distingue pour le débarquement dans le nord de Luzon le 29 janvier. Comme les guérilleros philippins avaient sécurisé la zone d'assaut 2 jours auparavant, il n'y a aucune opposition et le Cavalier met le cap vers Leyte le même jour.
Le 30 janvier, alors qu'il se trouve au large de la baie de Manille, il est subitement secoué par une violente explosion sous-marine, vraisemblablement une torpille tirée du sous-marin japonais RO-115. Frappé à bâbord à l'arrière, le Cavalier subit 50 blessés, des inondations et des ponts déformés. Les moteurs se sont arrêtés et la voie d'accès est perdue. Les inondations et les dégâts sont rapidement maîtrisés, mais comme son hélice est coincée, il doit être remorqué par l'USS Rail jusqu'à Leyte le 4 février. Les réparations sur place et à Pearl Harbor se poursuivent jusqu'au 12 septembre.

### Après-guerre
Naviguant de Pearl Harbor aux Philippines, le Cavalier embarque des militaires pour le transport à San Francisco, où il arrive le 1er novembre 1945.
Du 1er janvier au 22 février 1946, il se rend à Samar, Guam, Eniwetok et Kwajalein pour charger à nouveau des passagers pour San Francisco. Les réparations précèdent une période de service au large de la Chine du 5 mai 1946 au 30 avril 1947, d'où il retourne à San Diego. Une deuxième tournée en Chine du 25 mars au 9 décembre 1948 est la récupération des réfugiés, leur débarquement à Shanghai et le transport du riz fourni par les agences de secours américaines pour les réfugiés chinois à Qingdao. Trois courtes croisières vers les îles du milieu du Pacifique précèdent un déploiement en Extrême-Orient pour lequel il part le 3 avril 1950.

### Guerre de Corée
Le Cavalier est dans les eaux japonaises au début de la guerre de Corée. Il se prépare rapidement pour le premier débarquement amphibie du conflit et, le 15 juillet 1950, quitte Yokosuka avec les troupes de la 1re division de cavalerie. Ils débarquent à Pohang le 18 juillet et le Cavalier retourne à Yokosuka le 23 juillet.
Assigné à l'invasion d'Inchon, le Cavalier dégage ensuite Yokosuka le 3 septembre, s'arrête à Pusan nouvellement sécurisé du 5 au 12 septembre, et en début de soirée du 15 septembre, entre en position pour commencer les débarquements sur les digues d'Inchon. Le Cavalier reste au large d'Inchon, faisant des victimes, jusqu'au 20 septembre, date où il part pour Yokosuka. En octobre, il transporte des hommes et des munitions à Inchon et à Wonsan, et le 1er novembre, il rentre à San Diego, pour une révision et une formation locale.
Le 14 juillet 1951, chargé de Marines, le Cavalier quitte San Diego pour l'Extrême-Orient. Arrivée à Kobe, au Japon, le 29 juillet, il charge des munitions et des provisions pour des armes légères supplémentaires. Le 5 août, il arrive à Pusan pour décharger des hommes et des cargaisons, puis retourne au Japon pour des opérations d'entraînement pendant l'automne. Du 27 novembre au 7 décembre, il transporte des hommes et des véhicules de la 45e division d'infanterie à Inchon, et après des opérations dans les eaux japonaises et une visite à Hong Kong, il effectue un voyage similaire à Inchon fin janvier 1952.
Le Cavalier revient aux États-Unis le 23 avril 1952 et participe à un entraînement intensif le long de la côte californienne et à Hawaï jusqu'au 3 juillet 1953, lorsqu'il repart pour Yokosuka. Du 1er au 27 août, il est à Inchon, aidant au transfert des prisonniers de guerre dans le cadre de l'armistice de Panmunjeom, et après des exercices d'atterrissage amphibie au large du Japon, d'Okinawa et d'Iwo Jima, retourne à Long Beach, en Californie, le 23 avril 1954.
De la fin de la guerre de Corée à 1960, le Cavalier effectue trois tours de service en Extrême-Orient, du 11 janvier au 4 octobre 1956, du 10 février au 12 décembre 1959 et du 16 février au 25 juillet 1960. Le Cavalier effectue d'autres tournées en Extrême-Orient dans les années 1960.

### Guerre du Viêt Nam
Le Cavalier participe à plusieurs opérations pendant la guerre du Viêt Nam, de début 1964 à mai 1968.
Peu de temps après sa dernière mission au Vietnam, le Cavalier est déclassé. Il est radié du registre des navires de guerre le 1er octobre 1968 et vendu pour la ferraille en 1969.

## Distinctions
Le Cavalier reçoit cinq Battle stars pendant la Seconde Guerre mondiale, quatre pendant la guerre de Corée et cinq pendant la guerre du Viêt Nam.